# Mensignac
Mensignac est une commune française située dans le département de la Dordogne, en région Nouvelle-Aquitaine.

## Géographie

### Généralités

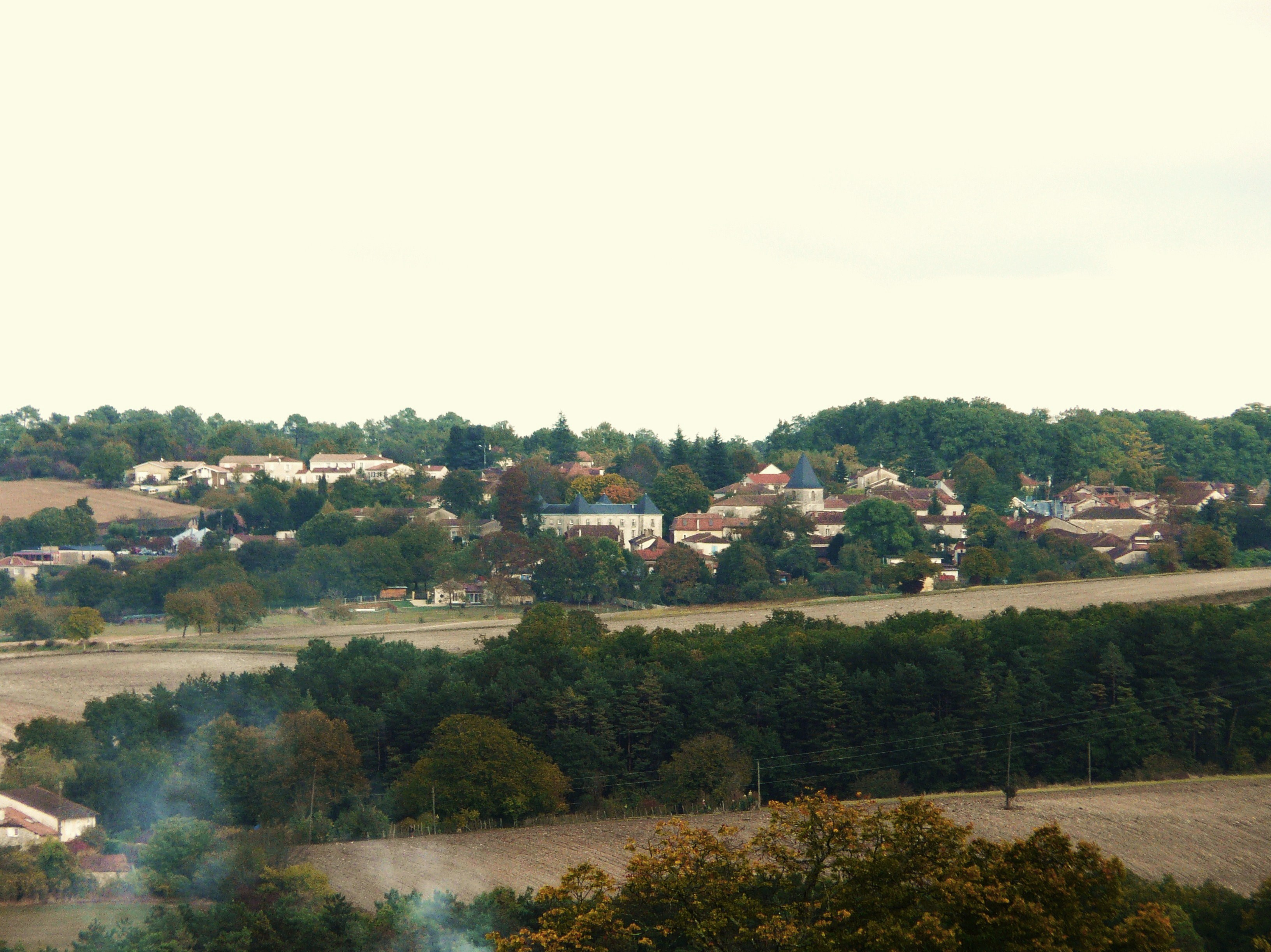
Le bourg de Mensignac.

Incluse dans l'aire d'attraction de Périgueux, la commune de Mensignac est située sur la ligne de partage des eaux des bassins de la Dronne (au nord, au nord-ouest et à l'ouest, avec notamment le ruisseau des Planches) et de l'Isle (au sud-ouest, au sud, au sud-est et à l'est).
Le bourg de Mensignac, situé en distances orthodromiques treize kilomètres à l'ouest-nord-ouest de Périgueux et six kilomètres au sud-est de Tocane-Saint-Apre, est établi au croisement des routes départementales 710 (l'ancienne route nationale 710) et 109.
La commune est également desservie au sud-ouest par la route départementale 103 qui la sépare de Saint-Aquilin.

### Communes limitrophes
Mensignac est limitrophe de sept autres communes dont Bussac au nord-est sur environ 600 mètres.
|                   | Lisle                | Bussac               |
| Tocane-Saint-Apre | Mensignac            | La Chapelle-Gonaguet |
| Saint-Aquilin     | Léguillac-de-l'Auche | Annesse-et-Beaulieu  |

### Villages, hameaux et lieux-dits

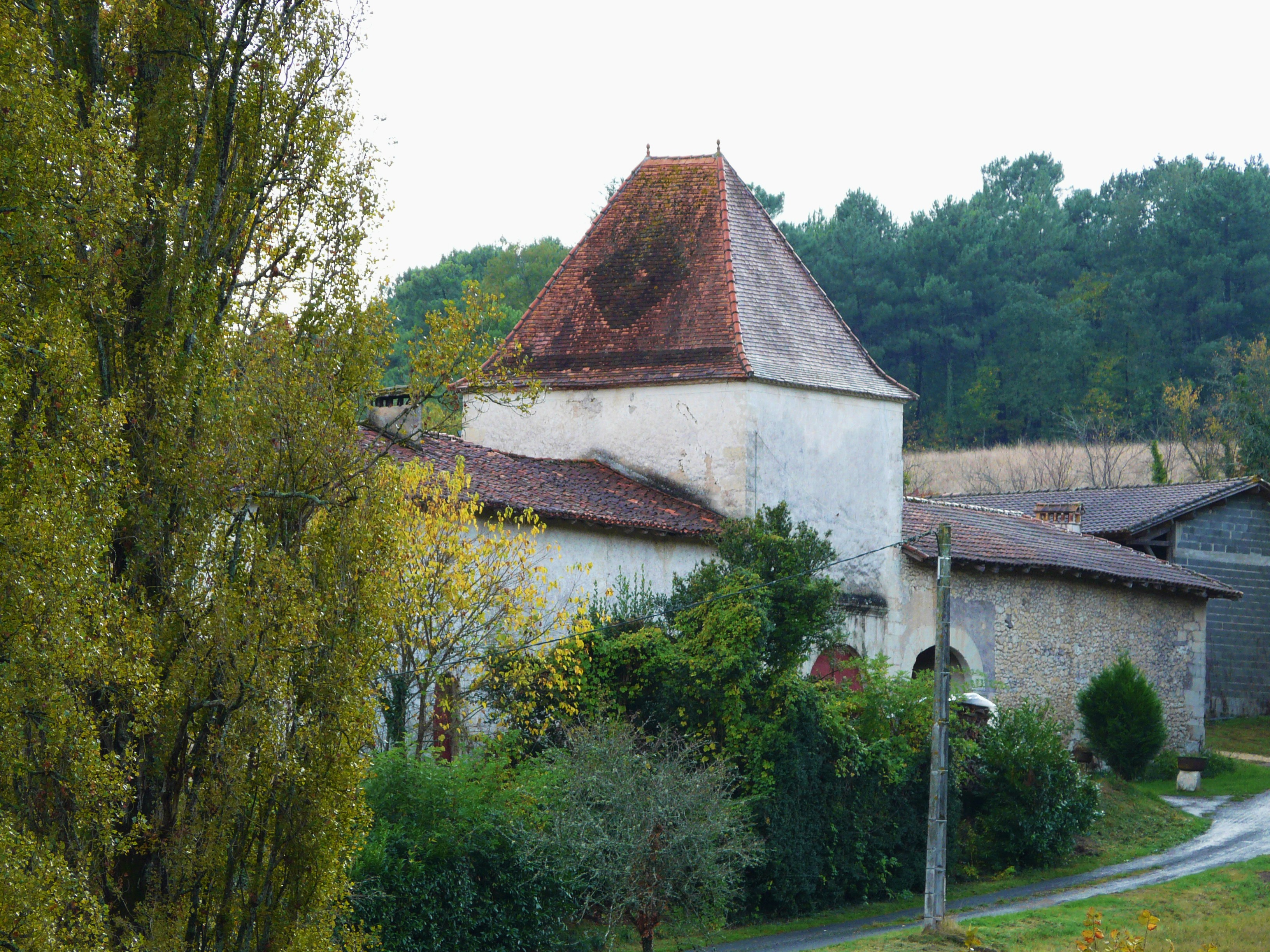
La Bénéchie.

- Barabant
- Cadillac
- Chantepoule
- Chez Charron
- Combecouyère
- Comberanche
- Dandar
- Feytaud
- Fontaveau
- Fontenille
- Forêt de la Jourdonnie
- Fort Tuilier
- Fourche
- Gauté
- Grange de Brande
- la Basse Gardie
- la Basse Vaure
- la Bénéchie
- la Brandisset
- la Caux
- la Chazardie
- la Combe
- la Croix Blanche
- la Foncesse
- la Gare
- la Gérardie
- la Haute Gardie
- la Haute Vaure
- la Jaunie
- la Jourdonnie
- la Lambertie
- la Laurie
- la Massoulie
- la Musardière
- Lansinade
- Larcy
- Lauvadie
- Lavaud
- Laveyssière
- le Breuilh
- le Chalup
- le Grand Pey
- le Moulin à Vent
- le Pas
- le Trimoulet
- le Vaure
- le Verrier
- les Argiloux
- les Blanchardies
- les Bois de Mensignac
- les Bouquets
- les Boureilles
- les Brandes
- les Chabannes
- les Chalards
- les Cheyrons
- les Combaraux
- les Conchoux
- les Fours à Chaux
- les Gounies
- les Grandchamps
- les Grangiers
- les Grelets
- les Grelous
- les Grèzes
- les Jarthes
- les Lajats
- les Marrots
- les Miolandies
- les Mondoux
- les Planches
- les Quatre Journaux
- les Rails
- les Ramonets
- les Trois Veaux
- les Vignes
- Maison Neuve
- Mauminaud
- Mouret
- Peyssavie
- Pierrefiche
- Pierrevire
- Planche
- Puyferrat
- Teyssonnière
- Villoche.

### Géologie et relief

#### Géologie
Situé sur la plaque nord du Bassin aquitain et bordé à son extrémité nord-est par une frange du Massif central, le département de la Dordogne présente une grande diversité géologique. Les terrains sont disposés en profondeur en strates régulières, témoins d'une sédimentation sur cette ancienne plate-forme marine. Le département peut ainsi être découpé sur le plan géologique en quatre gradins différenciés selon leur âge géologique. Mensignac est située dans le troisième gradin à partir du nord-est, un plateau formé de calcaires hétérogènes du Crétacé.
Les couches affleurantes sur le territoire communal sont constituées de formations superficielles du Quaternaire et de roches sédimentaires datant pour certaines du Cénozoïque, et pour d'autres du Mésozoïque. La formation la plus ancienne, notée c4b-c, date du Santonien moyen à supérieur, composée de calcaire crayo-glauconieux avec niveaux à huîtres (P. vesicularis), devenant au sommet plus grossier à silex et rudistes (formation de Saint-Félix-de-Reillac), faciès pouvant évoluer vers des sables fins et grès carbonatés à rudistes. La formation la plus récente, notée CFvs, fait partie des formations superficielles de type colluvions carbonatées de vallons secs : sable limoneux à débris calcaires et argile sableuse à débris. Le descriptif de ces couches est détaillé dans  la feuille « no 758 - Périgueux (ouest) » de la carte géologique au 1/50 000 de la France métropolitaine, et sa notice associée.

Carte géologique de Mensignac.

#### Relief et paysages
Le département de la Dordogne se présente comme un vaste plateau incliné du nord-est (491 m, à la forêt de Vieillecour dans le Nontronnais, à Saint-Pierre-de-Frugie) au sud-ouest (2 m à Lamothe-Montravel). L'altitude du territoire communal varie quant à elle entre 92 m au sud-est, là où le Crouzet, mince ruisseau affluent de l'Isle (rivière)|Isle, quitte la commune (au sud-est de la Font de l'Auche) pour entrer sur celle de Léguillac-de-l'Auche, et 231 m au sud-ouest, sur la RD 103 (au sud-est de Chantepoule), en limite de la commune de Saint-Aquilin.
Dans le cadre de la Convention européenne du paysage entrée en vigueur en France le 1er juillet 2006, renforcée par la loi du 8 août 2016 pour la reconquête de la biodiversité, de la nature et des paysages, un atlas des paysages de la Dordogne a été élaboré sous maîtrise d’ouvrage de l’État et publié en octobre 2020. Les paysages du département s'organisent en huit unités paysagères et 14 sous-unités. La commune fait partie du Périgord central, un paysage vallonné, aux horizons limités par de nombreux bois, plus ou moins denses, parsemés de prairies et de petits champs.
La superficie cadastrale de la commune publiée par l'Insee, qui sert de référence dans toutes les statistiques, est de 26,08 km2,,. La superficie géographique, issue de la BD Topo, composante du Référentiel à grande échelle produit par l'IGN, est quant à elle de 25,51 km2.

### Hydrographie

#### Réseau hydrographique
La commune est située dans le bassin de la Dordogne au sein du Bassin Adour-Garonne. Elle est drainée par le ruisseau des Planches et par divers petits cours d'eau, qui constituent un réseau hydrographique de 15 km de longueur totale,.
Le ruisseau des Planches prend sa source au nord du lieu-dit Cadillac, dans l'ouest de la commune qu'il arrose sur trois kilomètres.

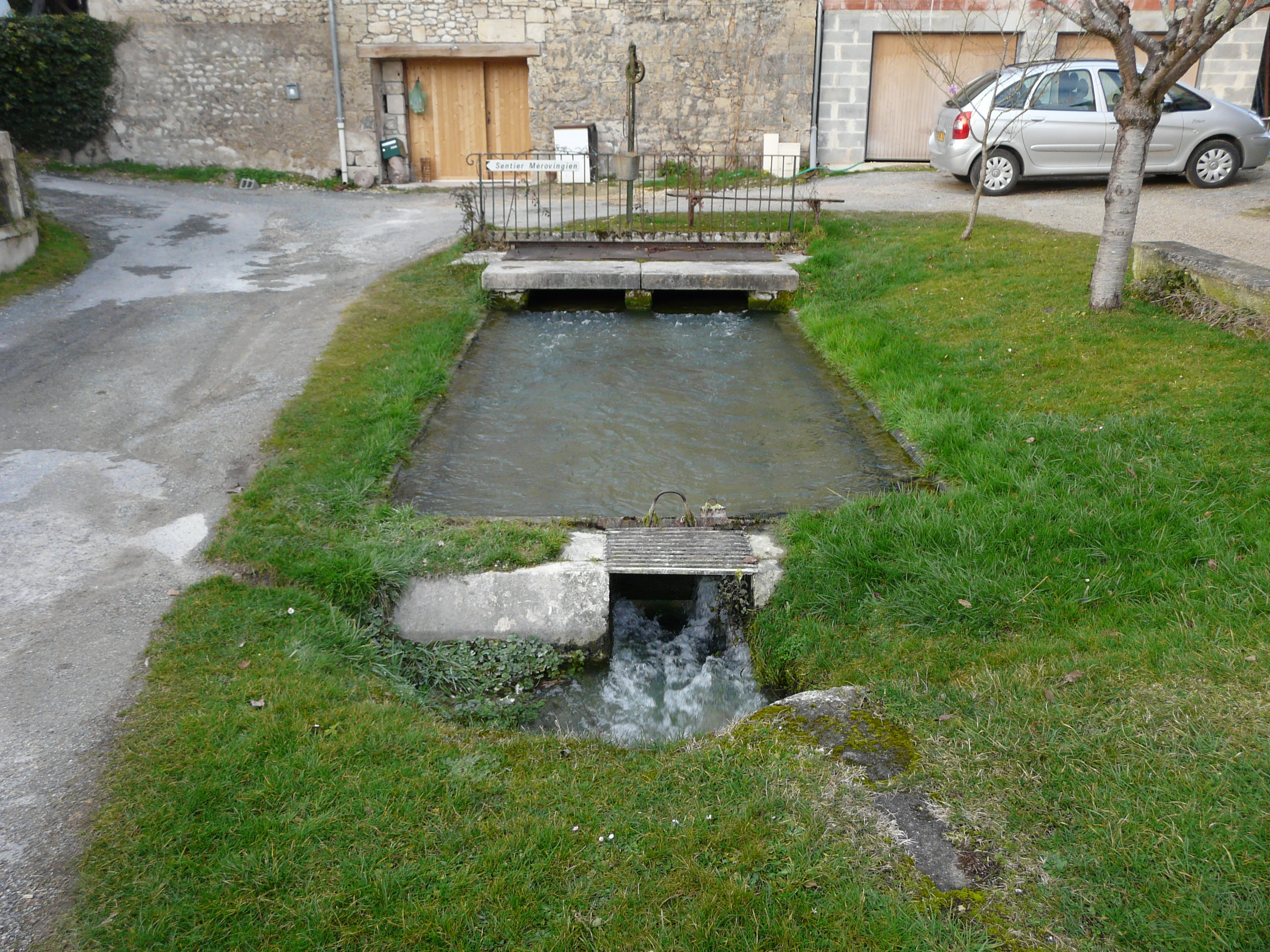
La résurgence de la Font-de-l'Auche.
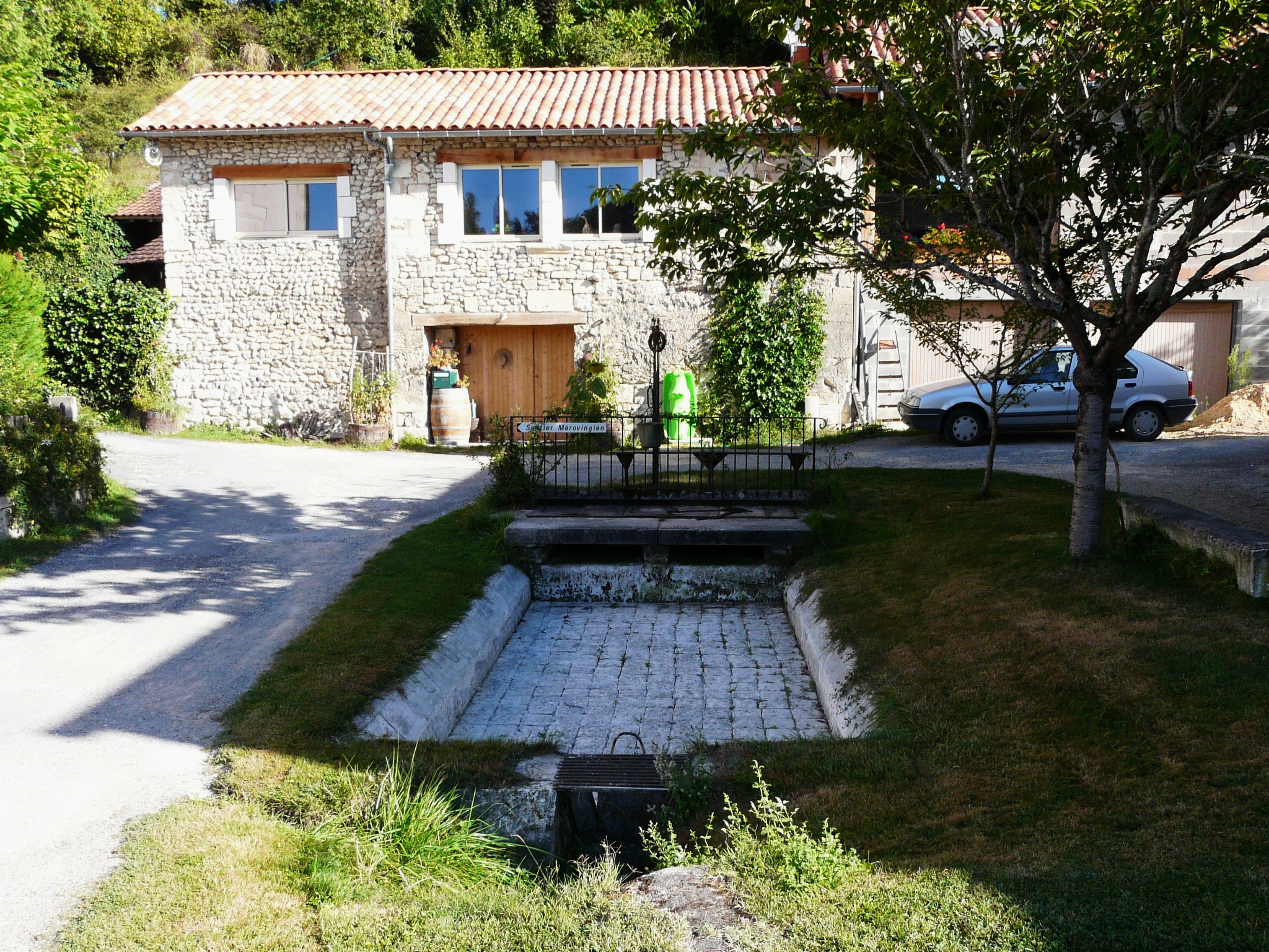
Le même lieu en période sèche.
Réseaux hydrographique et routier de Mensignac.

#### Gestion et qualité des eaux
Le territoire communal est couvert par le schéma d'aménagement et de gestion des eaux (SAGE) « Isle - Dronne ». Ce document de planification, dont le territoire regroupe les bassins versants de l'Isle et de la Dronne, d'une superficie de 7 500 km2, a été approuvé le 2 août 2021. La structure porteuse de l'élaboration et de la mise en œuvre est l'établissement public territorial de bassin de la Dordogne (EPIDOR). Il définit sur son territoire les objectifs généraux d’utilisation, de mise en valeur et de protection quantitative et qualitative des ressources en eau superficielle et souterraine, en respect des objectifs de qualité définis dans le troisième SDAGE  du Bassin Adour-Garonne qui couvre la période 2022-2027, approuvé le 10 mars 2022.
La qualité des eaux de baignade et des cours d’eau peut être consultée sur un site dédié géré par les agences de l’eau et l’Agence française pour la biodiversité.

### Climat
Pour des articles plus généraux, voir Climat de la Nouvelle-Aquitaine et Climat de la Dordogne.
Historiquement, la commune est exposée à un climat océanique aquitain.  
En 2020, Météo-France publie une typologie des climats de la France métropolitaine dans laquelle la commune est exposée à un climat océanique altéré et est dans la région climatique  Aquitaine, Gascogne, caractérisée par une pluviométrie abondante au printemps, modérée en automne, un faible ensoleillement au printemps, un été chaud (19,5 °C), des vents faibles, des brouillards fréquents en automne et en hiver et des orages fréquents en été (15 à 20 jours).
Pour la période 1971-2000, la température annuelle moyenne est de 12,4 °C, avec  une amplitude thermique annuelle de 14,9 °C. Le cumul annuel moyen de précipitations est de 957 mm, avec 13 jours de précipitations en janvier et 7 jours en juillet. Pour la période 1991-2020, la température moyenne annuelle observée sur la station météorologique la plus proche, située sur la commune de Saint-Martin-de-Fressengeas à 6 km à vol d'oiseau, est de 12,4 °C et le cumul annuel moyen de précipitations est de 1 050,4 mm,. Pour l'avenir, les paramètres climatiques de la commune estimés pour 2050 selon différents scénarios d’émission de gaz à effet de serre sont consultables sur un site dédié publié par Météo-France en novembre 2022.

## Urbanisme

### Typologie
Au 1er janvier 2024, Mensignac est catégorisée commune rurale à habitat dispersé, selon la nouvelle grille communale de densité à 7 niveaux définie par l'Insee en 2022.
Elle est située hors unité urbaine. Par ailleurs la commune fait partie de l'aire d'attraction de Périgueux, dont elle est une commune de la couronne,. Cette aire, qui regroupe 49 communes, est catégorisée dans les aires de 50 000 à moins de 200 000 habitants,.

### Occupation des sols
L'occupation des sols de la commune, telle qu'elle ressort de la base de données européenne d’occupation biophysique des sols Corine Land Cover (CLC), est marquée par l'importance des territoires agricoles (59,8 % en 2018), en diminution par rapport à 1990 (61,5 %). La répartition détaillée en 2018 est la suivante : 
forêts (37 %), terres arables (29,7 %), zones agricoles hétérogènes (26,8 %), cultures permanentes (3,3 %), zones urbanisées (3,2 %), prairies (0,1 %). L'évolution de l’occupation des sols de la commune et de ses infrastructures peut être observée sur les différentes représentations cartographiques du territoire : la carte de Cassini (XVIIIe siècle), la carte d'état-major (1820-1866) et les cartes ou photos aériennes de l'IGN pour la période actuelle (1950 à aujourd'hui).

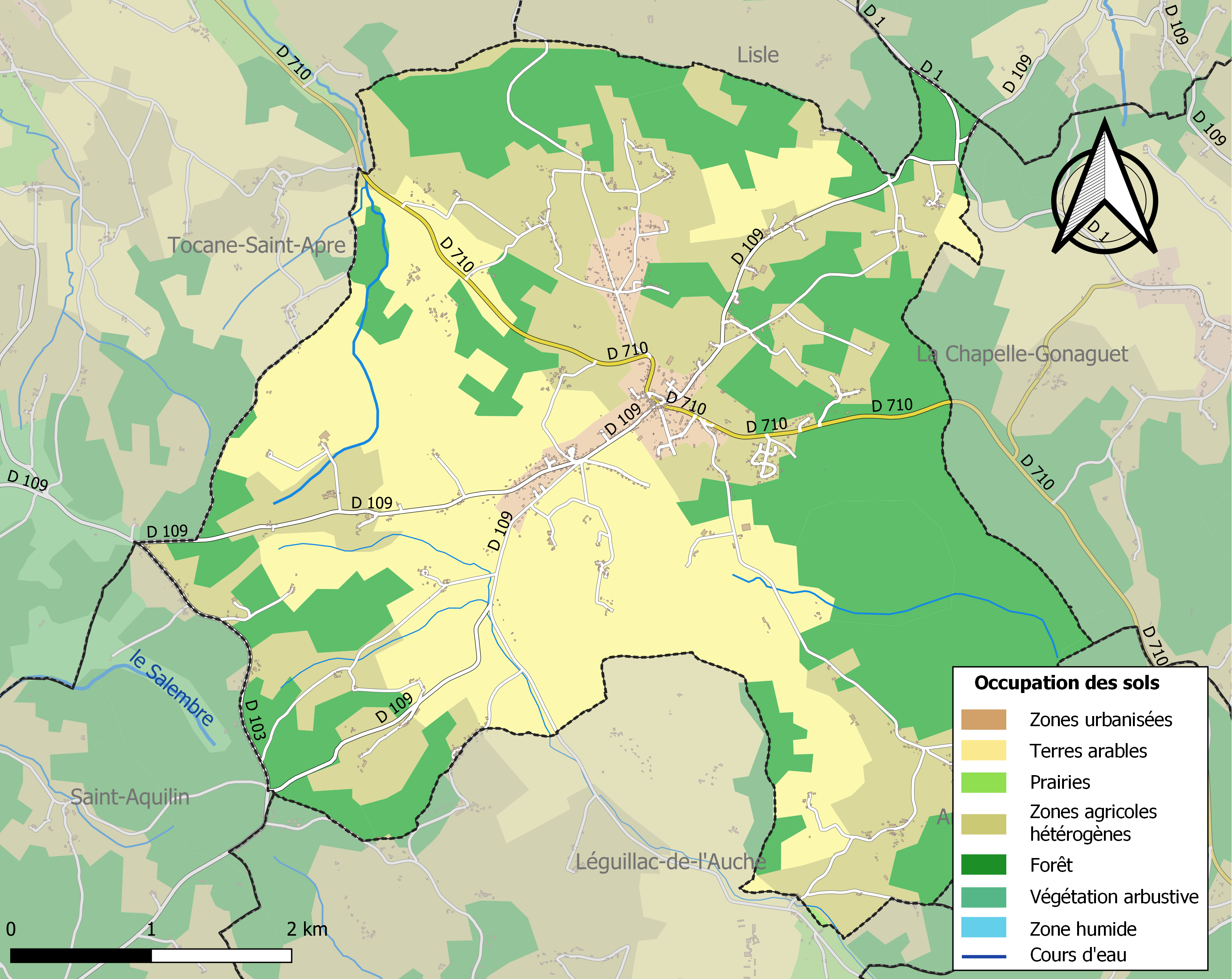
Carte des infrastructures et de l'occupation des sols de la commune en 2018 (CLC).

### Prévention des risques

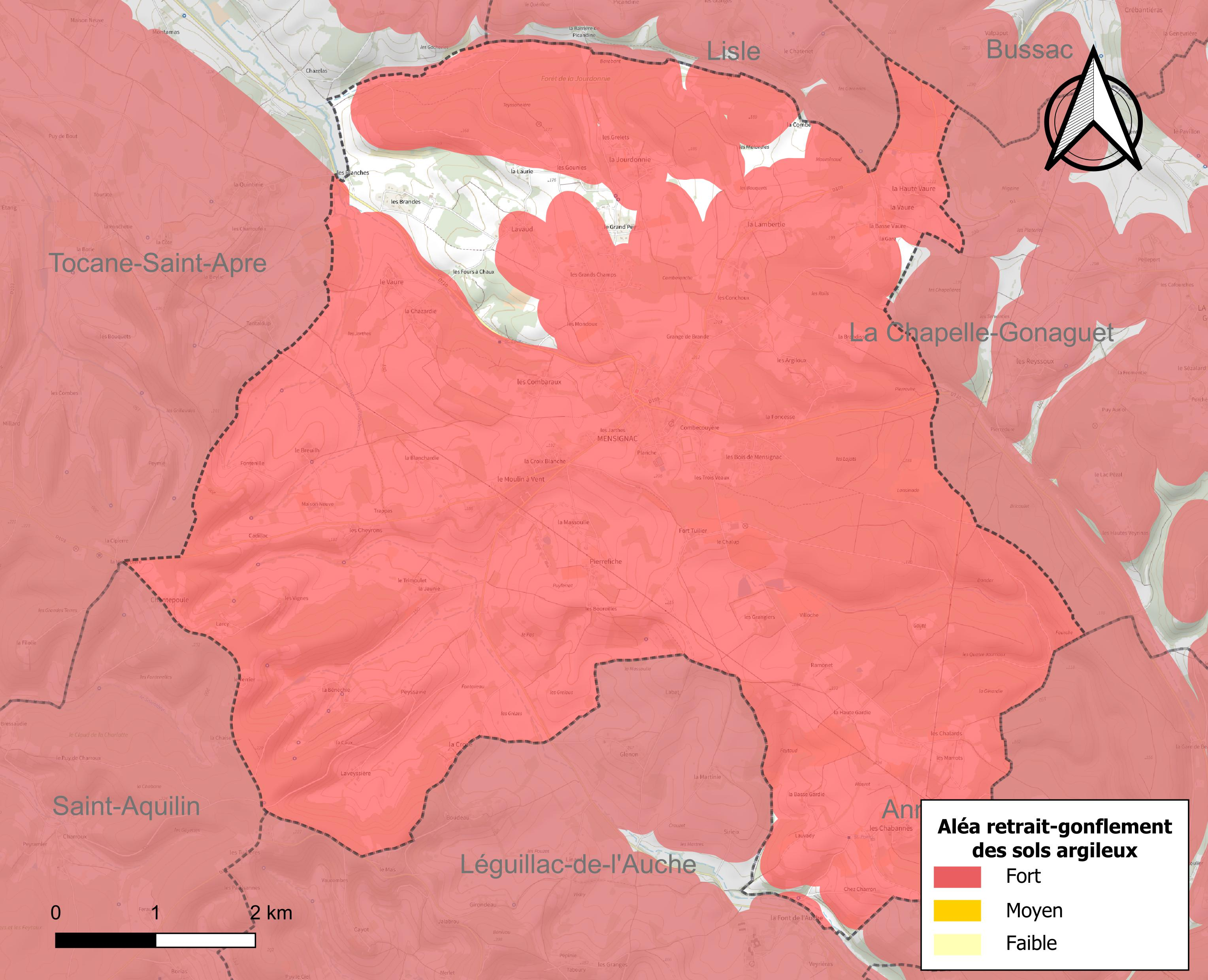
Carte des zones d'aléa retrait-gonflement des sols argileux de Mensignac.

Le territoire de la commune de Mensignac est vulnérable à différents aléas naturels : météorologiques (tempête, orage, neige, grand froid, canicule ou sécheresse), feux de forêts, mouvements de terrains et séisme (sismicité très faible). Un site publié par le BRGM permet d'évaluer simplement et rapidement les risques d'un bien localisé soit par son adresse soit par le numéro de sa parcelle.
Mensignac est exposée au risque de feu de forêt. L’arrêté préfectoral du 14 mars 2013 fixe les conditions de pratique des incinérations et de brûlage dans un objectif de réduire le risque de départs d’incendie. À ce titre, des périodes sont déterminées : interdiction totale du 15 février au 15 mai et du 15 juin au 15 octobre, utilisation réglementée du 16 mai au 14 juin et du 16 octobre au 14 février. En septembre 2020, un plan inter-départemental de protection des forêts contre les incendies (PidPFCI) a été adopté pour la période 2019-2029,.
Les mouvements de terrains susceptibles de se produire sur la commune sont des affaissements et effondrements liés aux cavités souterraines (hors mines) et des tassements différentiels. Afin de mieux appréhender le risque d’affaissement de terrain, un inventaire national permet de localiser les éventuelles cavités souterraines sur la commune. Le retrait-gonflement des sols argileux est susceptible d'engendrer des dommages importants aux bâtiments en cas d’alternance de périodes de sécheresse et de pluie. 94,3 % de la superficie communale est en aléa moyen ou fort (58,6 % au niveau départemental et 48,5 % au niveau national métropolitain). Depuis le 1er octobre 2020, en application de la loi ÉLAN, différentes contraintes s'imposent aux vendeurs, maîtres d'ouvrages ou constructeurs de biens situés dans une zone classée en aléa moyen ou fort,.
La commune a été reconnue en état de catastrophe naturelle au titre des dommages causés par les inondations et coulées de boue survenues en 1982, 1986, 1993, 1999 et 2018, par la sécheresse en 1989, 1991, 1992, 1996, 2003, 2005, 2009 et 2011 et par des mouvements de terrain en 1999.

## Toponymie

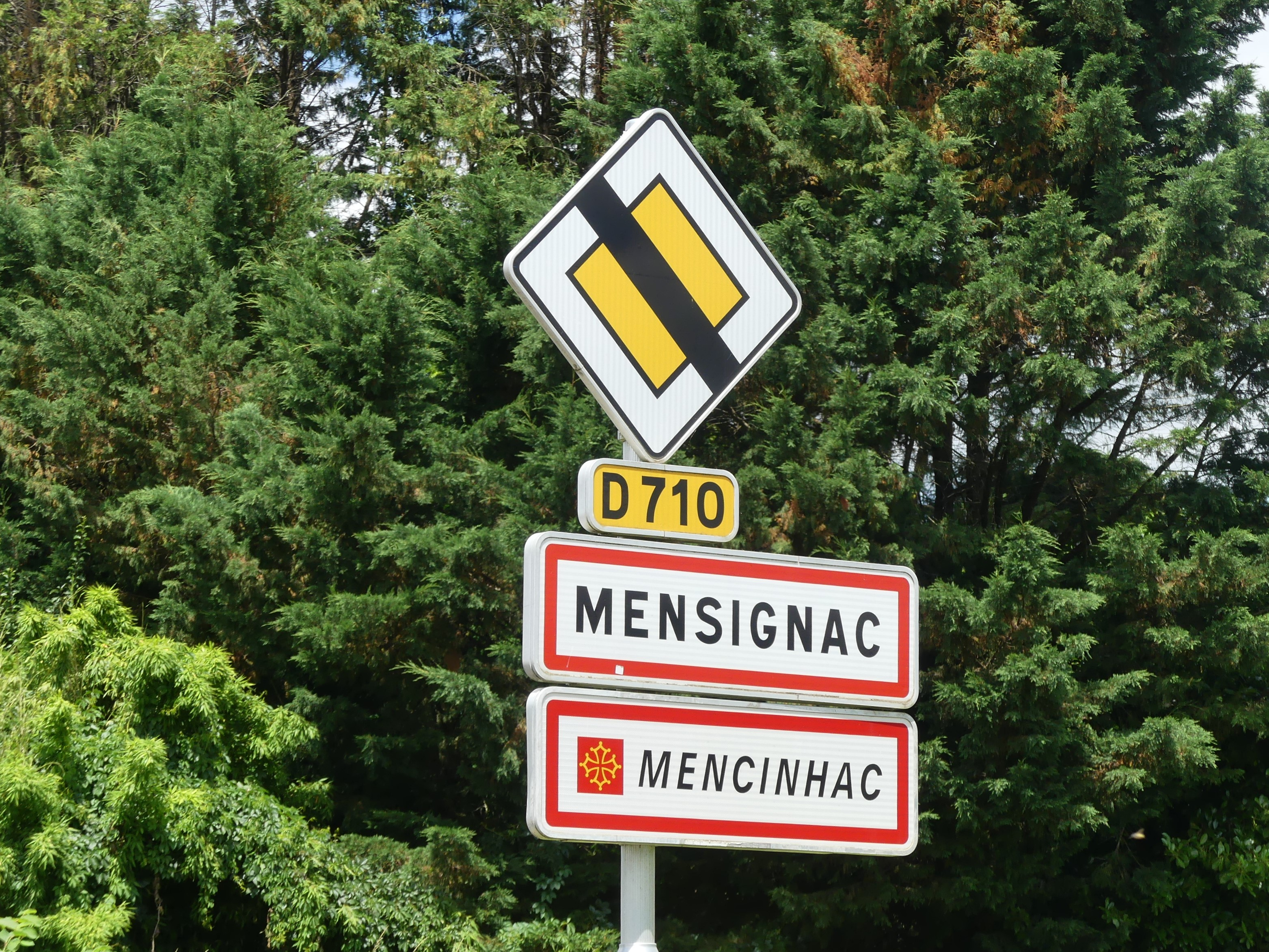
Panneau d'entrée au bourg.

En occitan, la commune porte le nom de Mencinhac.

## Histoire
Le 25 octobre 1569, durant la troisième guerre de Religion, le catholique comte de Brissac attaque dans une embuscade au lieu-dit Chantegeline (aujourd'hui Chantepoule) le baron Paulon de Mauvans, à la tête du régiment de Peyregourde. Le régiment est détruit et le baron meurt de ses blessures.
En 1693, une épidémie de peste s'abat sur le village qui perdra un dixième de sa population (147 morts).
Le village est identifié sous le nom de Minsignac sur la carte de Cassini, représentant la France entre 1756 et 1789.
La paroisse de Chantegéline sera brièvement transformée en commune avant d'être rattachée à Mensignac dans les toutes premières années de la Révolution.
De 1881 à 1940 pour les voyageurs et jusqu'en 1951 pour les marchandises, une ligne de chemin de fer Ribérac - Périgueux fonctionna avec, au nord-est de la commune, près du lieu-dit la Basse Vaure, une gare dénommée Mensignac - La Chapelle du fait de la proximité de La Chapelle-Gonaguet.

## Politique et administration

### Rattachements administratifs
La commune de Mensignac a été rattachée, dès 1790, au canton de Lisle qui dépendait du district de Perigueux jusqu'en 1795, date de suppression des districts. En 1801, la commune est alors rattachée au canton de Grignols dépendant de l'arrondissement de Périgueux. En 1829, à la suite du transfert de son chef-lieu, le canton prend le nom de canton de Saint-Astier.

### Intercommunalité
Le 27 décembre 2002, la commune adhère à la communauté de communes Astérienne Isle et Vern. Au 1er janvier 2013, Mensignac la quitte pour rejoindre la communauté d'agglomération périgourdine. Celle-ci disparaît le 31 décembre 2013, remplacée au 1er janvier 2014 par une nouvelle intercommunalité élargie : Le Grand Périgueux.

### Administration municipale
La population de la commune étant comprise entre 1 500 et 2 499 habitants au recensement de 2017, dix-neuf conseillers municipaux ont été élus en 2020,.

### Liste des maires
| Période                                  | Période          | Identité                                          | Étiquette      | Qualité                                                                                                   |
| ---------------------------------------- | ---------------- | ------------------------------------------------- | -------------- | --- |
| Les données manquantes sont à compléter. |                  |                                                   |                | |
| 1790                                     | 20 novembre 1791 | Alphonse Barbary-Langlade                         |                | Curé |
| 2 décembre 1791                          | décembre 1794    | Jacques-Front Leymonnerie                         |                | |
| 20 frimaire an III (décembre 1794)       | octobre 1795     | Martial Sébastien Joussen                         |                | |
| 12 vendémiaire an IV (octobre 1795)      | ?                | Jacques-Front Leymonnerie fils                    |                | |
| 28 pluviôse an VIII (17 février 1800)    | 1813             | Jean Baptiste Fourgeaud                           |                | Notaire impérial                                                                                          |
| 1813                                     | 2 avril 1814     | Martial-Sicaire Rey-Champradoux aîné              |                | Notaire                                                                                                   |
| 2 avril 1814                             | 30 décembre 1815 | Jacques Dubesset aîné                             |                | |
| 30 décembre 1815                         | 31 août 1816     | Rey-Champradoux jeune                             |                | |
| 31 août 1816                             | 16 novembre 1821 | Jacques Dubesset aîné                             |                | |
| 16 octobre 1821                          | décembre 1834    | Martial-Sicaire Rey-Champradoux                   |                | Notaire                                                                                                   |
| janvier 1835                             | 1851             | Arnaud Fourgeaud                                  |                | Notaire                                                                                                   |
| 1851                                     | 1857             | Champradout                                       |                | Notaire                                                                                                   |
| 1857                                     | 1879             | Jean Abel Mazeau                                  |                | Notaire                                                                                                   |
| 1879                                     | 1881             | Eugène Hermann Emmanuel de Méritens de Villeneuve |                | |
| 1881                                     | 1892             | Emmanuel Testut                                   |                | Propriétaire                                                                                              |
| 1892                                     | mars 1903        | Guillaume Ernest Duchazeau                        |                | Notaire                                                                                                   |
| 22 mars 1903                             | 29 avril 1945    | Jules-Raymond Trimouillas                         |                | Notaire                                                                                                   |
| 29 avril 1945                            | mars 1965        | Louis Conte                                       |                | Agriculteur                                                                                               |
| mars 1965                                | octobre 1977     | Jean Nectoux                                      | RPR            | Notaire                                                                                                   |
| novembre 1977                            | mars 1983        | Christiane Nectoux                                | RPR            | Notaire                                                                                                   |
| mars 1983                                | mars 2008        | Marc Cochon de Lapparent                          | RPR            | |
| mars 2008                                | mars 2014        | Philippe Jean-François Vaubourgoin                | SE             | Notaire                                                                                                   |
| mars 2014 (réélue en mai 2020)           | En cours         | Véronique Chabreyrou                              | PS puis SE-DVG | Conseillère départementale depuis 2021, ancienne suppléante du député LREM Philippe Chassaing (2017-2022) |

## Équipements et services publics

### Justice
Dans le domaine judiciaire, Mensignac relève : 
- du tribunal judiciaire, du tribunal pour enfants, du conseil de prud'hommes et du tribunal de commerce de Périgueux ;
- du pôle Nationalité du tribunal judiciaire de Périgueux (compétent uniquement dans le domaine de la nationalité) ;
- de la cour d'appel, du tribunal administratif et de la  cour administrative d'appel de Bordeaux.

## Population et société

### Démographie
Les habitants de Mensignac se nomment les Mensignacois.
Lors d'un dénombrement pour le fouage, en 1365, 116 feux ont été recensés pour Mensignac, et 30 feux pour Chantegéline (aujourd'hui Chantepoule), ce qui a permis l'estimation de la population d'environ 500 à 600 personnes. En 1790, les nouvelles instances gouvernementales ont ordonné un « dénombrement des âmes » pour la nouvelle commune de Mensignac. Ce recensement fit apparaître 1 385 habitants pour 316 feux.
L'évolution du nombre d'habitants est connue à travers les recensements de la population effectués dans la commune depuis 1793. Pour les communes de moins de 10 000 habitants, une enquête de recensement portant sur toute la population est réalisée tous les cinq ans, les populations de référence des années intermédiaires étant quant à elles estimées par interpolation ou extrapolation. Pour la commune, le premier recensement exhaustif entrant dans le cadre du nouveau dispositif a été réalisé en 2004.

En 2022, la commune comptait 1 520 habitants, en évolution de −1,11 % par rapport à 2016 (Dordogne : +0,37 %, France hors Mayotte : +2,11 %).
| 1793  | 1800  | 1806  | 1821  | 1831  | 1836  | 1841  | 1846  | 1851  |
| ----- | ----- | ----- | ----- | ----- | ----- | ----- | ----- | ----- |
| 1 250 | 1 219 | 1 174 | 1 376 | 1 381 | 1 281 | 1 281 | 1 279 | 1 291 |

| 1856  | 1861  | 1866  | 1872  | 1876  | 1881  | 1886  | 1891  | 1896 |
| ----- | ----- | ----- | ----- | ----- | ----- | ----- | ----- | ---- |
| 1 293 | 1 281 | 1 280 | 1 144 | 1 177 | 1 186 | 1 095 | 1 075 | 970  |

| 1901 | 1906 | 1911 | 1921 | 1926 | 1931 | 1936 | 1946 | 1954 |
| ---- | ---- | ---- | ---- | ---- | ---- | ---- | ---- | ---- |
| 956  | 895  | 853  | 773  | 795  | 706  | 720  | 739  | 774  |

| 1962 | 1968 | 1975 | 1982  | 1990  | 1999  | 2004  | 2006  | 2009  |
| ---- | ---- | ---- | ----- | ----- | ----- | ----- | ----- | ----- |
| 786  | 762  | 902  | 1 034 | 1 127 | 1 136 | 1 249 | 1 298 | 1 430 |

| 2014  | 2019  | 2022  | - | - | - | - | - | - |
| ----- | ----- | ----- | - | - | - | - | - | - |
| 1 523 | 1 524 | 1 520 | - | - | - | - | - | - |

### Manifestations culturelles et festivités
- Depuis 1989, chaque année, autour du 14 juillet, la Fête du pain met à l'honneur la fabrication de pain à l'ancienne. Sa 35e édition en 2025 propose diverses animations : atelier de fabrication du pain pour les enfants, brocante-vide-greniers, spectacle de cirque, course aux ânes, fête foraine, feux d'artifice, spectacle de vaches landaises, exposition de véhicules anciens, ainsi que deux concerts avec Kendji Girac et Trois Cafés gourmands[55].

## Économie

### Emploi
En 2015, parmi la population communale comprise entre 15 et 64 ans, les actifs représentent 731 personnes, soit 47,7 % de la population municipale. Le nombre de chômeurs (89) a augmenté par rapport à 2010 (67) et le taux de chômage de cette population active s'établit à 12,1 %.

### Établissements
Au 31 décembre 2015, la commune compte 135 établissements, dont 73 au niveau des commerces, transports ou services, vingt-quatre dans l'agriculture, la sylviculture ou la pêche, dix-sept dans la construction, quinze relatifs au secteur administratif, à l'enseignement, à la santé ou à l'action sociale, et six dans l'industrie.

## Culture locale et patrimoine

### Lieux et monuments

#### Patrimoine civil
- Château de Mensignac, XIXe siècle ; ce nouveau château de Mensignac abrite actuellement les locaux de la mairie, de la poste et d'une salle des fêtes. L'ancien château du XIVe siècle qui était épiscopal a disparu.
- La résurgence de la Font-de-l'Auche, limitrophe de Léguillac-de-l'Auche, est en fait située sur Mensignac.

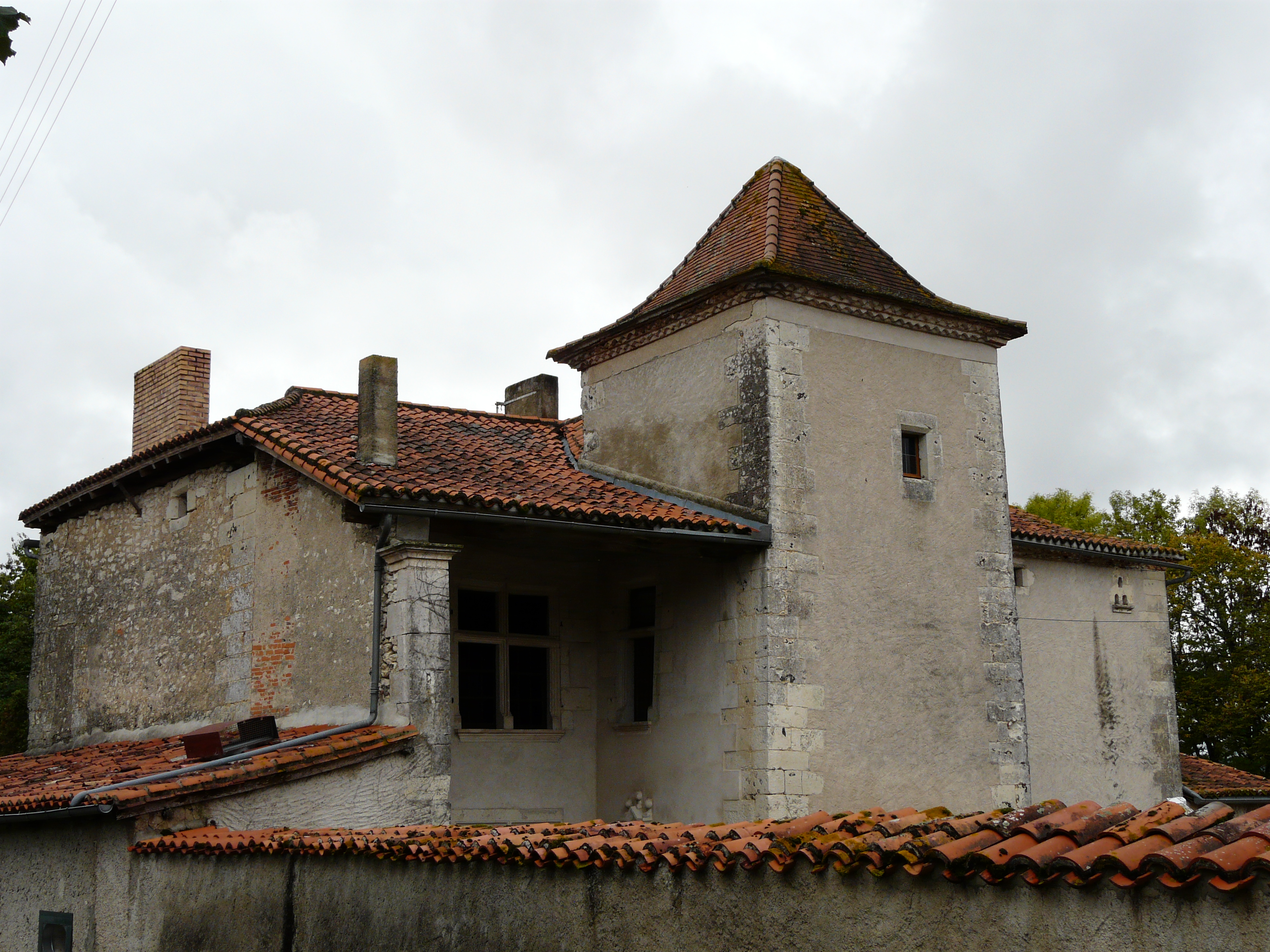
La villa des Glycines.
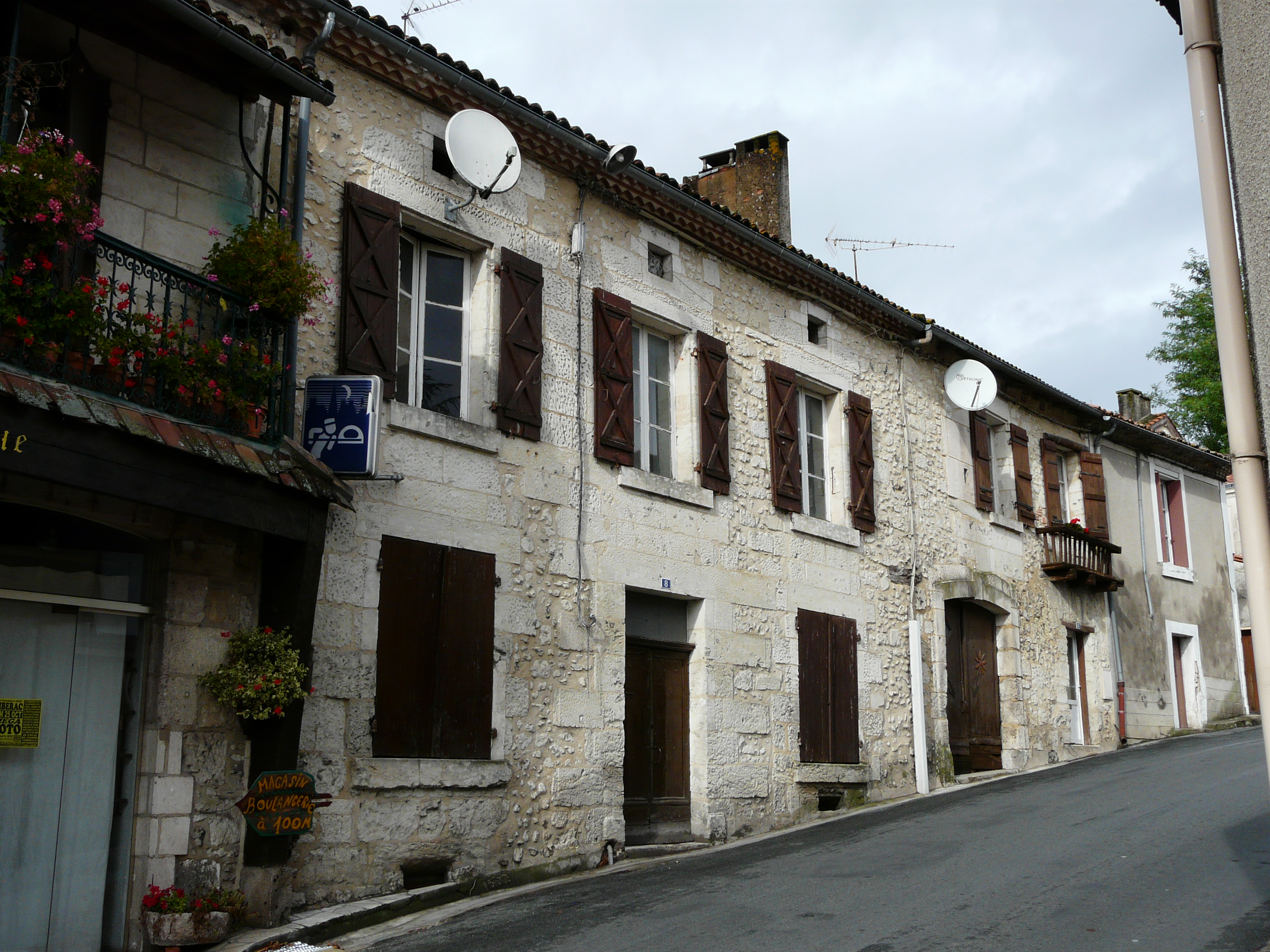
Maisons à Mensignac.
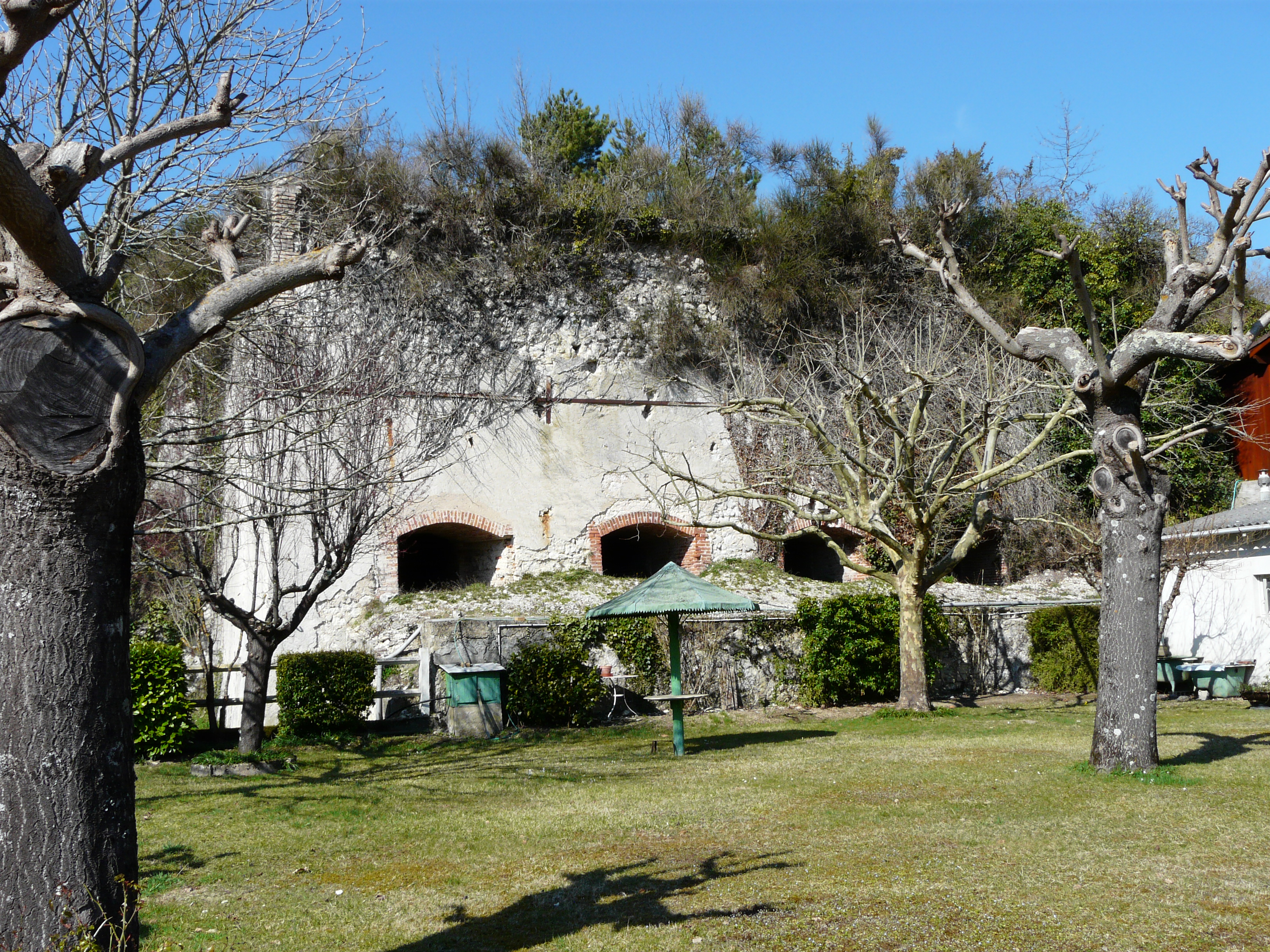
Anciens fours à chaux, sur la route de Tocane.

#### Patrimoine religieux
- Église Saint-Pierre-et-Saint-Paul, XIIe siècle avec chœur du XVe siècle, dans le bourg ;
- Église de Chantegéline (aujourd'hui Chantepoule), XIIe siècle, XIVe et XIXe siècles ;
- Château épiscopal de Mensignac, disparu.

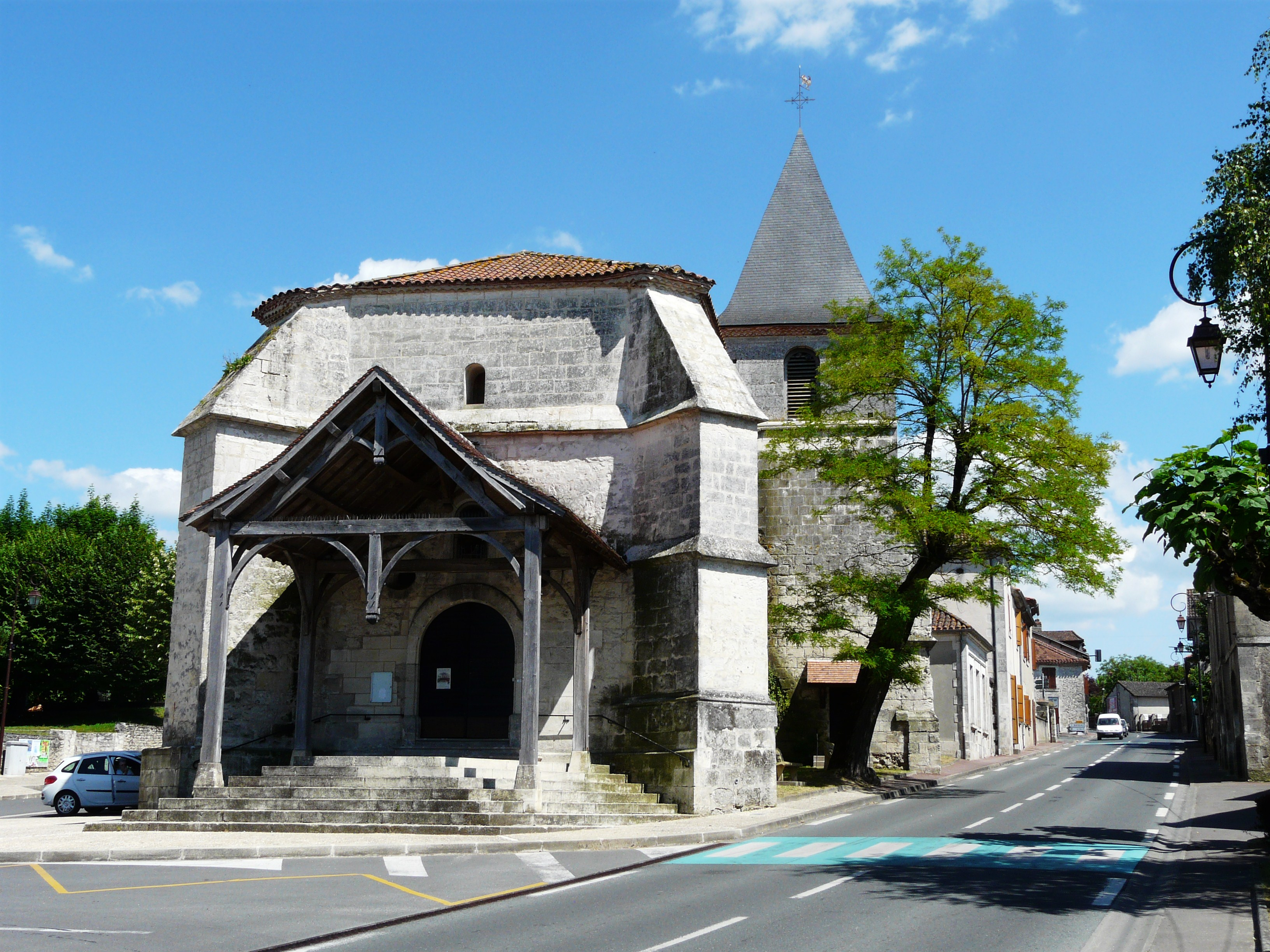
L'église Saint-Pierre-et-Saint-Paul.
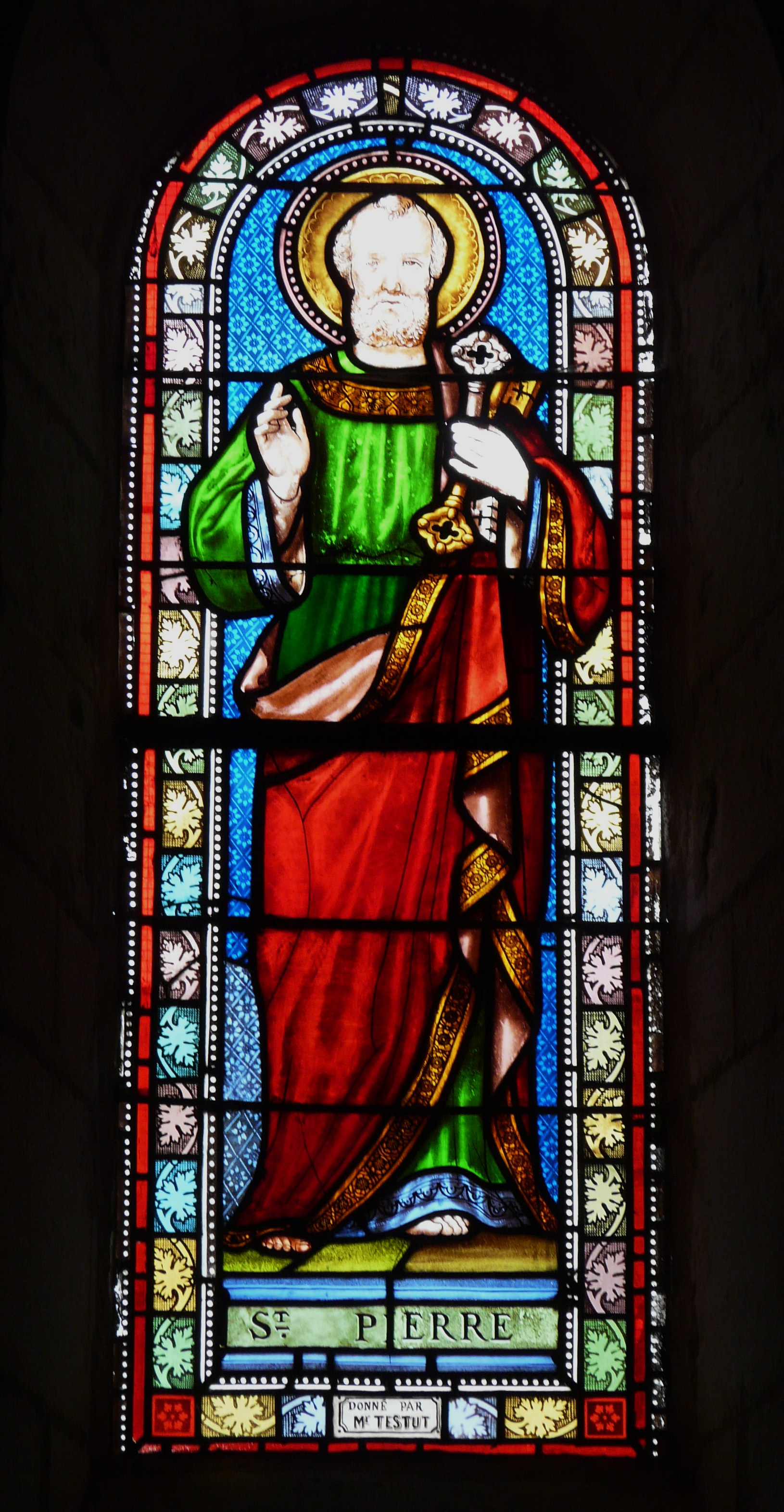
Vitrail de Saint-Pierre.
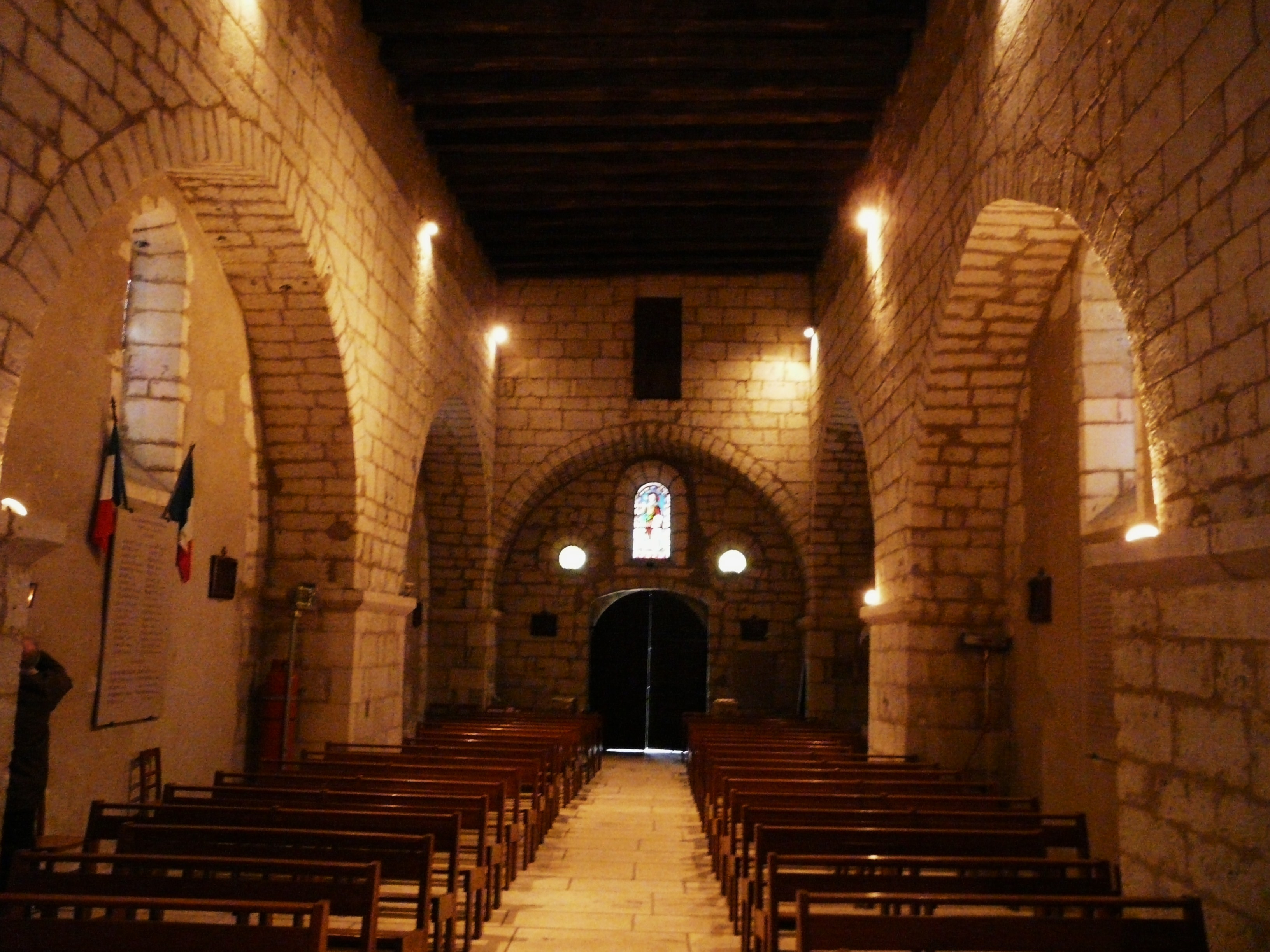
La nef et le portail.
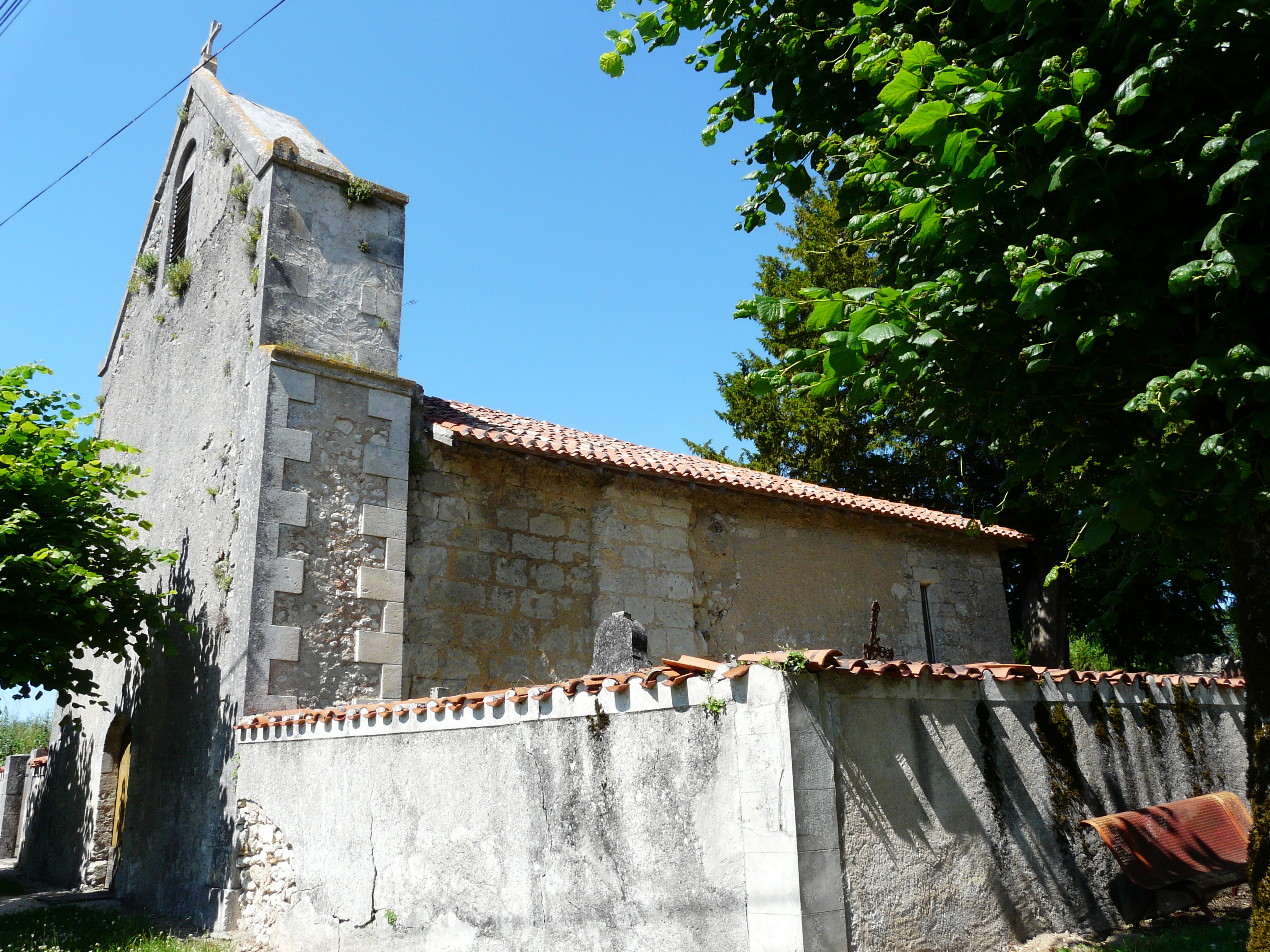
La petite église de Chantegéline.
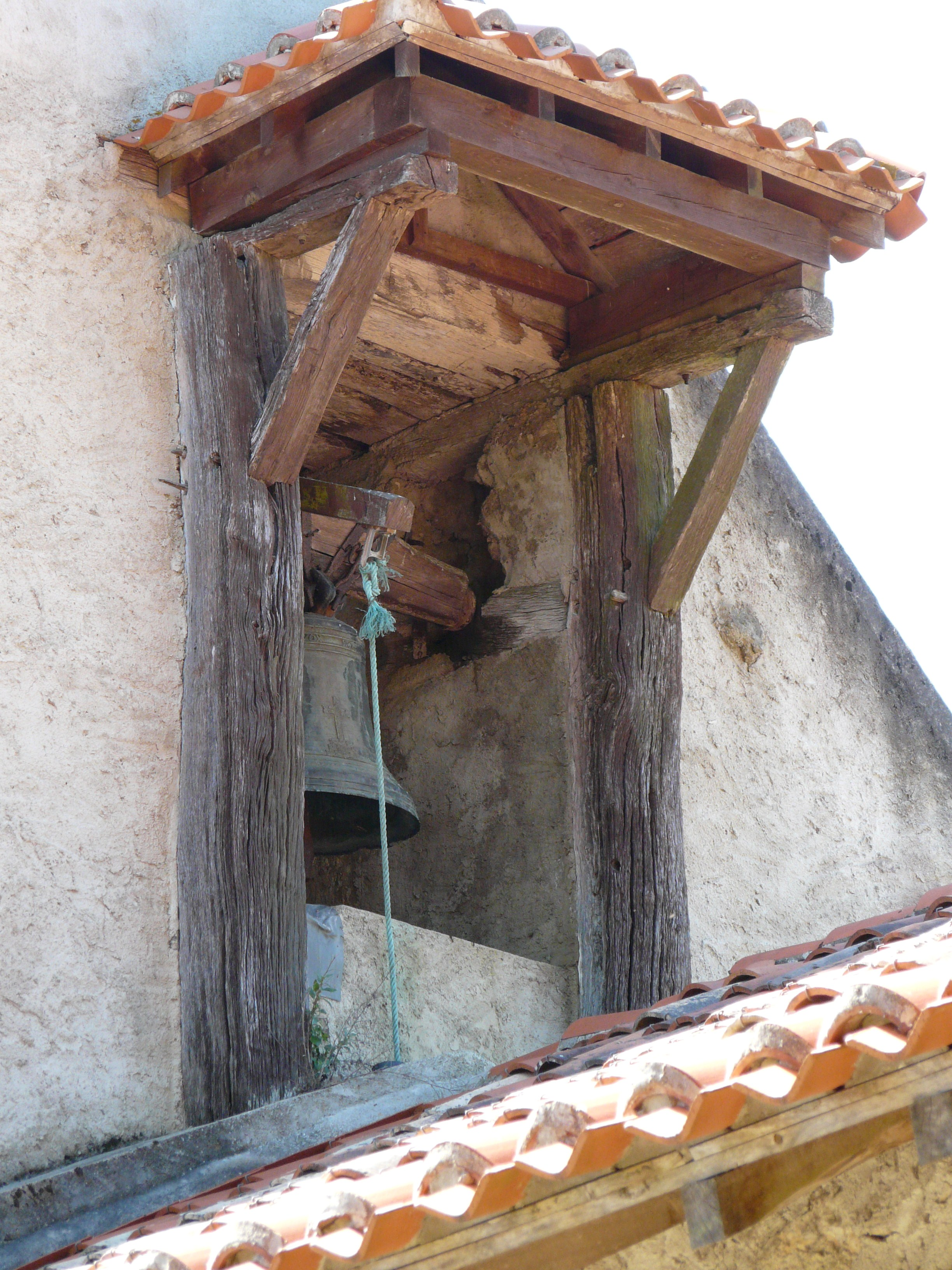
La cloche de Chantegéline.

### Patrimoine naturel
Au sud-est, sur environ 20 % de son territoire, la commune présente une zone naturelle d'intérêt écologique, faunistique et floristique (ZNIEFF) de type 1 : la forêt de la Faye, massif composé principalement de chênes pédonculés,.
Par ailleurs, la partie ouest du bourg de Mensignac est depuis 1972 un site inscrit sur près de deux hectares,.

### Personnalités liées à la commune
- Paulon de Mauvans, Richieu, seigneur de Mauvans, ou Paul de Mauvans, capitaine huguenot des guerres de religion, mort en 1569 à Chantegeline.
- Robert Poudérou, né en 1937 à Mensignac, auteur de théâtre, cinéma, télévision et radio[63].

## Pour approfondir